# Sonata para piano n.º 16 (Beethoven)

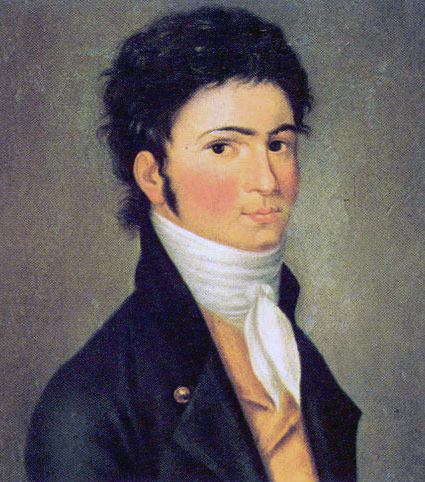
Beethoven en 1801.

La sonata para piano n.º 16 en sol mayor, Op. 31 n.º 1 fue compuesta por Ludwig van Beethoven entre 1801 y 1802.

## Historia

### Composición
La composición de este opus se desarrolló entre 1801 y 1802. Por esta época Beethoven confesó por primera vez su sordera progresiva a dos amigos, Franz Gerhard Wegeler y Carl Amenda. El 29 de junio de 1801 le contó a Wegeler, su amigo de la infancia de Bonn y en aquel momento médico, que el "celoso demonio" (su mala salud) estaba haciendo estragos en él, y que durante tres años su audición había empeorado sin cesar, una catástrofe para un músico en activo. El 1 de julio de 1801 se lo confió a Carl Amenda, otro amigo íntimo que se había trasladado a la región báltica. Admitió que su audición se había deteriorado desde que Amenda había dejado Viena y no sabía si había posibilidad de cura. Beethoven pidió a ambos amigos que mantuvieran el secreto.
Las tres sonatas para piano que conforman el Opus 31 son las Sonatas n.º 16, n.º 17 y n.º 18. Aunque la n.º 16 figura como la primera del conjunto, el compositor había finalizado antes la n.º 17 "La tempestad". Debido a su descontento con el estilo clásico de la música, Beethoven se comprometió a tomar un nuevo camino de la composición musical y el estilo. Las piezas del Op. 31 son las primeras muestras de las nuevas y menos convencionales ideas del músico. Es importante tener en cuenta que estas piezas fueron escritas después del famoso Testamento de Heiligenstadt de 1802. Según los críticos estas obras muestran ahora más pronunciado sentido "beethoveniano" del estilo que se hará más evidente en las obras posteriores, más maduras. 

### Publicación
La publicación de este opus no estuvo exenta de polémica. El editor Hans Georg Nägeli de Zúrich le encargó estas sonatas para incluirlas en su serie titulada Répertoire des Clavecinistes. Beethoven accedió a esta propuesta sin saber que su hermano Carl estaba negociando las mismas sonatas con la editorial Breitkopf & Härtel de Leipzig. Esta cuestión produjo una fuerte discusión entre los hermanos. Ludwig mantuvo su palabra y envió las piezas a Zúrich, decisión de la que se arrepentiría más tarde. La publicación de Nägeli estaba plagada de errores y el editor incluso añadió varios compases que Beethoven detectó por pura casualidad.

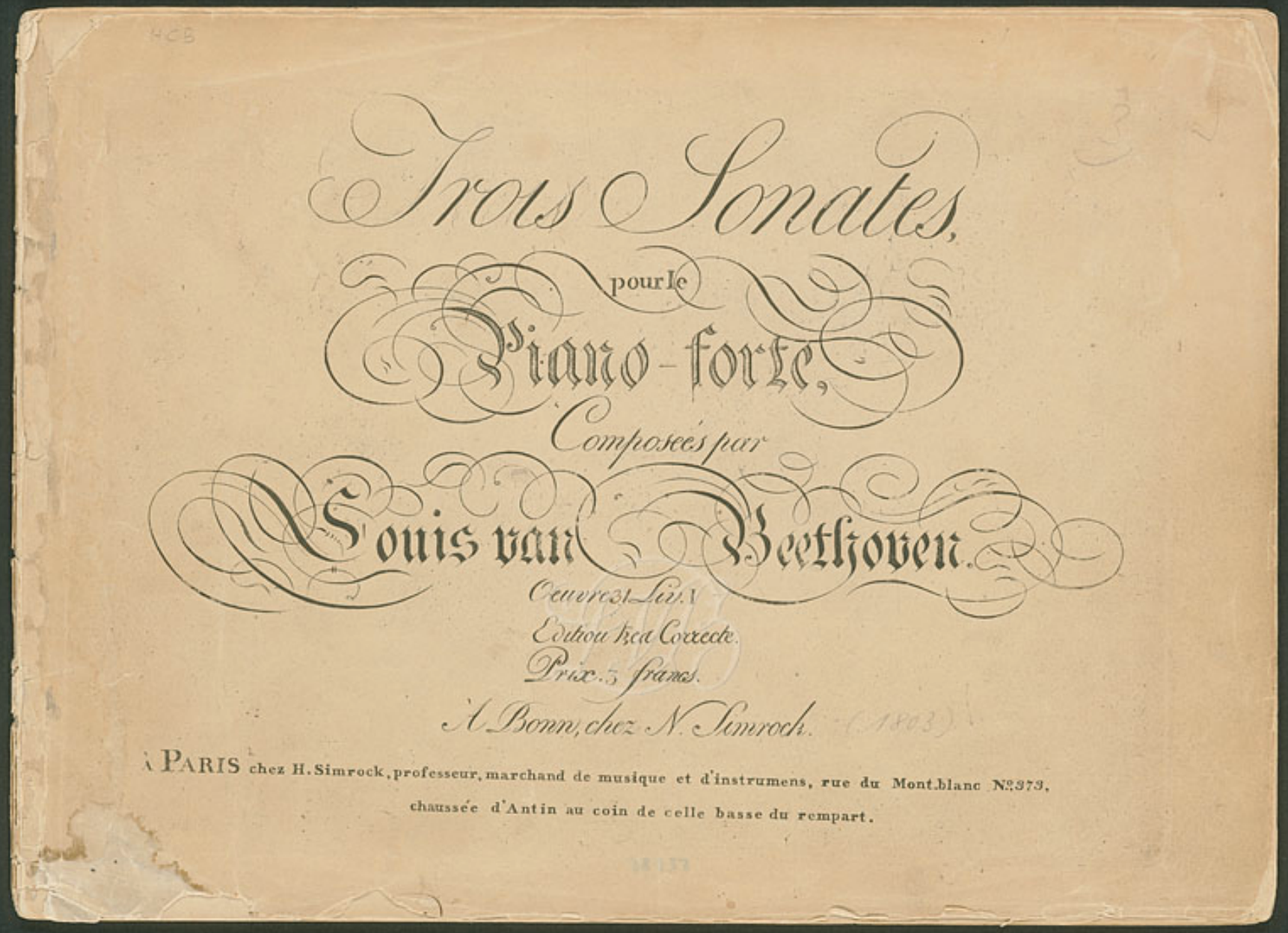
Portada de la edición de N. Simrock del Op. 31.

El suceso fue descrito por Ferdinand Ries en su Biographisches Notizen en los siguientes términos:

«Cuando llegó el documento corregido me encontré a Beethoven escribiendo. "Toca las sonatas", me dijo, pero permaneció sentado en su escritorio. Había numerosos errores, lo cual le impacientaba mucho. Al final del primer Allegro de la sonata en sol mayor, Nägeli había añadido incluso cuatro compases [...]. Cuando los toqué, Beethoven saltó de rabia, corrió hacia mí, me apartó del piano y gritó: "¿Dónde diablos está escrito eso?"- Cuando vio las notas impresas de esa manera, su asombro e indignación fueron increíbles.»

Beethoven estaba furioso con Nägeli. Al principio pensó en publicar un anuncio en el Allgemeine musikalische Zeitung de Leipzig para denunciar los errores. Pero luego decidió encargar a Nikolaus Simrock, músico y editor de Bonn, una nueva edición de las sonatas con el texto original correcto. Para distinguir las ediciones, añadió al título las palabras "édition très correcte". Las dos primeras ediciones de las sonatas son la de Nägeli que data del final de la primavera de 1803 y la reedición de Simrock en otoño de ese mismo año.

## Estructura y análisis
La sonata consta de tres movimientos:
- I. Allegro vivace, en sol mayor 2
4
- II. Adagio grazioso, en do mayor  9
8
- III. Rondo. Allegretto, en sol mayor  2
2

La interpretación de esta obra dura aproximadamente 25 minutos. Tras completar la Sonata n.º 15 Op. 28, el compositor comentó a su amigo Wenzel Krumpholz que no estaba satisfecho con lo que había escrito y que se había propuesto componer de una manera diferente. Pero las sonatas Op. 31 no parecen mostrar ningún cambio radical. La primera de las tres sonatas tiene toques de humor e ironía en sus movimientos. Destaca un gesto en la recapitulación del primer movimiento, donde la forma sonata tradicional requiere que la música aparezca en la tonalidad dominante (en este caso, re mayor). Beethoven se desliza en su lugar a la submediante, un lugar vagamente inquietante, que sugiere que la música aún tiene que recorrer cierta distancia antes de llegar a su hogar armónico. El maestro alemán emplearía este truco con frecuencia más adelante.

### I.Allegro vivace
El primer movimiento, Allegro vivace, está escrito en la tonalidad de sol mayor, en compás de 2/4 y sigue la forma sonata. Se inicia con una ráfaga de semicorcheas que da paso al tema consistente en acordes impacientes y cortantes, que sugieren que las manos son incapaces de tocar al unísono entre sí. A una versión más larga de la ráfaga le sigue de nuevo el tema de acordes rápidos. Entonces irrumpe un nuevo sujeto impetuoso, que se aventura fugazmente en el modo menor. El segundo tema de la exposición alterna entre si mayor y si menor. La alternancia entre el modo mayor y menor se convirtió en un recurso habitual más adelante en la carrera de Beethoven. El sucinto desarrollo está dedicado por completo al material de la "ráfaga", y justo antes de empezar, se retoma la sección inicial. Cerca del final se pierde la dirección melódica y se desvía hacia la tonalidad "equivocada" antes de precipitarse en una abrupta conclusión en la tónica.

### II.Adagio grazioso
El segundo movimiento, Adagio grazioso, está en do mayor, en compás de 9/8 y adopta una forma ternaria de tipo ABA con una coda al final. Presenta un carácter más sentimental con una melodía de largos trinos y pausas reflexivas. La melodía resuena cuando se desplaza al registro más grave del instrumento y vuela caprichosamente antes de ofrecer una versión más ligera y sencilla de sí misma. La versión inicial regresa, pareciendo más que nunca una bailarina que gira sobre un torpe ritmo de Ländler. Los punzantes acordes dominan la siguiente sección y dejan que la música descienda a una brumosa región en modo menor. La melodía inicial devuelve el protagonismo al movimiento y pronto se ve desplazada por una sección de suaves repiqueteos similares a campanas. Reaparece el sujeto principal frívolamente ornamentado y desemboca en una sección de trinos que compiten con una hipnótica repetición de acordes, antes de ascender hacia la parte superior del teclado y desaparecer.
Este movimiento lento, de unos 11 minutos de duración, es el más largo en las sonatas para piano de Beethoven, junto con el Adagio de la Sonata Hammerklavier y del segundo movimiento de la Sonata n.º 32. Reconocidos pianistas, como Edwin Fischer y András Schiff, han considerado este movimiento una parodia de la ópera italiana y de los contemporáneos del compositor, que eran mucho más populares que este último a principios del siglo XIX. Schiff explicó esta teoría en su clase magistral sobre esta obra; dijo que es totalmente atípica de Beethoven porque no es económica, es increíblemente larga, todo está demasiado ornamentado, está llena de "cadenzas de lucimiento (...) que intentan hacer un efecto barato" y elementos y ritmos parecidos al bel canto. Sobre ellos Schiff dijo que "es muy bonito, pero es ajeno a la naturaleza de Beethoven".

### III.Rondo.Allegretto
El tercer y último movimiento, Rondo. Allegretto, retoma la tonalidad inicial, el ritmo es alla breve o 2/2 y sigue la forma rondó. Consta de un único tema principal sencillo que es variado, ornamentado, sincopado y modulado a lo largo de la pieza. Se inicia con un Allegretto que presenta un carácter amable y jovial, similar al del primer movimiento. La primera sección contrastante remite a la predilección del movimiento anterior por los trinos. Casi todas las variaciones convierten a la mano izquierda en una maquinaria de movimiento perpetuo mientras el material de la mano derecha es bastante tranquilo. Tras una breve sección de Adagio llega la coda en Presto. El tema se vuelve lento y tímido al llegar la coda, pero al final se precipita hacia una conclusión que resulta ser una retahíla de pequeñas reflexiones murmuradas.